# Rodrigo Moreira (imprenditore)
Rodrigo Moreira (Milagro (Ecuador), 19 giugno 1983) è un imprenditore e modello ecuadoriano, organizzatore del concorso di bellezza Miss Teen International.

## Rappresentazione Internazionale
Nel 2009, Rodrigo ottiene il titolo di Mister America Latina Internacional a Lima, Perù.

## Filmografia (parziale)

### Cinema
- Sin Otoño sin primavera (2012)

### Televisione
- Emergencia - serie tv, 2 episodi (2000)
- Yo quiero ser Supermodelo - serie tv, 2 episodi (2010)
- Miss Teen International (2019, 2021) - Presentatore